# Marceau Fourcade
Marceau Fourcade (francès: Marceau Roger Fourcade)  (Annaba, 28 de gener de 1905 - valor desconegut, valor desconegut) fou un remer francès que va competir durant la dècada de 1930.
El 1936 va prendre part en els Jocs Olímpics de Berlín, on guanyà la medalla de bronze en la prova del dos amb timoner del programa de rem. Formà equip amb Georges Tapie i Noël Vandernotte.